# A Sereia (livro)
A Sereia é o título de um romance essencialmente trágico de Camilo Castelo Branco publicado em 1865, sobre o tema dos direitos do coração por oposição às convenções sociais, um dos temas recorrentes em Camilo. A história é baseada num caso real narrado num manuscrito do século XVIII, "Carta de um amigo a outro escrita do Porto ou istória da vida de D. Joachina Antonia chamada A Sereia", descoberto e publicado na terceira década do século XX por Júlio Dias da Costa. Ou seja, a referência no romance ao manuscrito atribuído a João de Melo e Nápoles e encontrado "na livraria [biblioteca] do Barão de Prime, fidalgo de Viseu", longe de ser um recurso da retórica ficcional camiliana, tem base na realidade.
Segundo Jorge Filipe de Araújo da Ressurreição, "A Sereia é uma das várias novelas passionais escritas por Camilo Castelo Branco. Este tipo de narrativa camiliana é caracterizado pelo conflito entre os protagonistas que pretendem viver o seu direito a amar e as regras impostas quer pela família, quer pela sociedade, quer mesmo pela religião. Daqui resulta uma narrativa plena de processos que visam demonstrar e intensificar o sofrimento resultante da situação, que não raro termina com a morte dos heróis."

## Personagens
- Joaquina Eduarda Cazado Godim - heroína trágica, alcunhada "A Sereia" por seus dotes de cantora, apaixona-se pelo estudante Gaspar de Vasconcelos e foge com ele para Sevilha, Espanha
- Gaspar de Vasconcelos - filho natural de Pedro de Vasconcelos, acadêmico do curso jurídico da Universidade de Coimbra, apaixona-se por Joaquina Eduarda e, como o pai não concorda com essa união, foge com ela para a Espanha
- Pedro de Vasconcelos - pai de Gaspar, teima em não aceitar uma união legítima entre o filho e Joaquina, acarretando assim uma tragédia
- Maria Pereira - mãe ilegítima de Gaspar, encerrada num convento
- Frade João - irmão de Pedro
- Paulina Roberta - prima de Gaspar, com quem este deveria se casar, segundo a vontade do pai
- António de Souza Pereira - juiz de fora de Amarante, cunhado de Joaquina
- Maria Amália - irmã de Joaquina, casada com o juiz de fora
- Padre Sebastião Godim - irmão de Joaquina, tenta confortá-la nos momentos de angústia e loucura
- D. Joana - religiosa professa de Santa Clara, tia de Joaquina, tenta atrair a sobrinha para a vida monacal
- Francisco da Cunha Noronha e Távora - exilado na Espanha, trava amizade com o casal Gaspar + Joaquina e, compadecendo-se desta, acolhe-a em seu lar
- João de Melo e Nápoles - suposto autor do manuscrito, apaixona-se por Joaquina quando esta já está semilouca e tenta salvá-las do suicídio no mar

## Resumo da obra
O juiz de fora António de Sousa Pereira leva sua esposa Maria Amália e a cunhada Joaquina Eduarda para a inauguração do teatro lírico do Porto, em 15 de maio de 1762. Lá está também o velho Pedro de Vasconcelos, na companhia do filho natural (ilegítimo) Gaspar, estudante de Coimbra. Quando Joaquina e Gaspar põem-se a trocar olhares, Maria Amália chama a atenção da irmã: "Olha que não parece bem estar assim uma menina a olhar para um homem." O pai de Gaspar gostaria de casá-lo com a prima, Paulina Roberta. Para poderem viver plenamente seu amor proibido, Gaspar e Joaquina fogem para Sevilha com um dinheiro obtido do pai e do tio dele, frade João, aos quais mentiu dizendo que tinha contraído dívidas em Coimbra. Enquanto dura o dinheiro, o idílio espanhol do casal se sustenta. Mas quando o dinheiro termina, aí começa o dramalhão!